# Kondor Gusztáv
Kondor Gusztáv (1848-ig Krauze Gusztáv) (Szántova, 1825. augusztus 7. – Budapest, 1897. szeptember 16.) csillagász, geodéta, matematikus, a Magyar Tudományos Akadémia levelező tagja. Fő kutatási területe az égi mechanika, valamint az asztrometria és a geodézia határterülete, a csillagászati alapokon nyugvó földrajzi helymeghatározás volt.

## Életútja
Középiskolai tanulmányait Baján és Szabadkán, majd a szegedi líceumban végezte. Ezt követően, 1846–1847-ben az apatini kincstári építészeti hivatalnál dolgozott mérnökgyakornokként. 1847-ben beiratkozott a Pesti Tudományegyetemre, de a szabadságharc idejére tanulmányait ideiglenesen megszakította. 1848 szeptemberétől közvitézként az 1. Pest megyei önkéntes nemzetőrzászlóaljban harcolt, majd a fel-dunai hadtest 66. honvédzászlóaljában szolgált őrmesterként, 1849 januárjától hadnagyi rangban. 1849 februárjában részt vett a branyiszkói, kápolnai és verpeléti ütközetekben, áprilisban a hatvani és nagysallói csatákban. 1849 júniusában a Klapka György vezénylete alatt álló 99. honvédzászlóaljba helyezték át, augusztustól a komáromi vár védelmében vett részt mint a várőrség árkász főhadnagya.
A fegyverletételt követően folytatta tanulmányait a Pesti Tudományegyetemen, ahol 1850-ben szerezte meg mérnöki oklevelét. A háborús veszteségeket szenvedő Budai Csillagvizsgáló ösztöndíjával 1850-től 1852-ig a Pesti Tudományegyetemen Petzval Ottónál, Jedlik Ányosnál és Mayer Lambertnál, 1852–1854-ben pedig a Bécsi Egyetemen Karl Ludwig von Littrownál tanult természettudományokat, csillagászatot és matematikát. 1854-ben a Pest Városi Főreáliskola helyettes tanára lett, 1855-től 1871-ig pedig a mennyiségtan rendes tanáraként oktatott a tanintézetben. 1861-től ezzel párhuzamosan az egyetemi kezelés alatt álló Budai Csillagvizsgáló állandó megbízásából is végzett csillagászi munkát. Bölcsészdoktori oklevelét végül csak 1863-ban szerezte meg a Pesti Tudományegyetemen, ahol két évvel később, 1865-ben magántanári képesítést szerzett az asztrometria – korabeli kifejezéssel gömbi csillagászat – tárgyköréből. 1868–1869-ben tagja volt a reáliskolai, gimnáziumi és líceumi tanterveket összeállító tanügyi bizottságnak, 1872 után pedig az Országos Középiskolai Tanárvizsgáló Bizottságban is tevékenykedett. 1871-től haláláig az elemi mennyiségtan nyilvános rendes tanára volt a fővárosi egyetemen, 1871–1873-ban a Budapesti Középiskolai Tanárképző Intézetben is oktatott. 1880–1883-ban a bölcsészettudományi kar dékáni tisztét töltötte be a Budapesti Tudományegyetemen, 1883-ban pedig a csillagászat nyilvános rendkívüli tanárává nevezték ki. Egyetemi oktatói működése mellett 1888-tól az I. Kerületi Állami Tanítóképző Intézet igazgatótanácsának tagja volt, 1886-tól 1895-ig pedig az országban zajló érettségi vizsgák miniszteri biztosaként is tevékenykedett.

## Munkássága
Tudományos szempontból jelentős kutatásai a csillagászat és részben a geodézia egyes kérdéseire irányultak. Elsősorban az égi mechanika, az égitestek mozgásának tanulmányozása vonzotta érdeklődését. Foglalkozott a kulmináció és a delelés jelenségével, illetve az ehhez kapcsolódó asztrometriai problémákkal, az időmérés, a földrajzi helymeghatározás és a fokmérés kérdéskörével. Behatóan tanulmányozta a Naprendszer bolygóinak együttállásait (Merkúr alsó együttállása, napfogyatkozás) és egyes üstökösök pályadinamikai sajátosságait (Pons–Winnecke-, Encke-, Faye-üstökösök). Az 1860-as évek végén bekapcsolódott a Schenzl Guidó végezte geofizikai kutatásokba, részt vett több terepi mérésen, amelyek célja a geomágneses tér feltérképezése és a mágneses helymeghatározás módszerének fejlesztése volt. Kondor ehhez a munkához elsősorban a mérések asztrometriai alapjainak kidolgozásával és fokmérési munkálatokkal járult hozzá.
Matematikusi munkássága alig terjedt túl középiskolai és egyetemi tanári tevékenységén, de elsősorban az algebra és a geometria foglalkoztatta.
A szabadságharc során lerombolt Gellért-hegyi Budai Csillagvizsgáló újjáépítésének harcos támogatója volt. Tudományos és ismeretterjesztő cikkei főként a Természettudományi Közlönyben és az Országos Középtanodai Tanáregylet Közlönyében jelentek meg. 1863 és 1891 között ő szerkesztette a Magyar Tudományos Akadémiai Almanach csillagászati naptármellékletét.

## Társasági tagságai és elismerései
1861-ben a Magyar Tudományos Akadémia levelező tagjává választották, emellett 1860-tól rendes tagja volt a Magyar Természettudományi Társulatnak, 1865-től tagja a német Csillagászati Társaságnak (Astronomische Gesellschaft).

## Főbb művei
- Die auf elementarem Wege entwickelte Theorie der Maxima und Minima. Pesth, 1858
- A részletes külzeléki egyletek egészlése. Pest, 1860
- A dellőkör, különösen mint dellőtávcső használva. Pest, 1863 (akadémiai székfoglalója)
- Magnetikai helymeghatározások Magyarország délnyugoti részén. Pest, 1870 (Schenzl Guidóval)
- Emlékbeszéd Herschel János külső tag felett. Budapest, 1874
- Emlékbeszéd Nagy Károly rendes tag felett. Budapest, 1876
- Adalékok a magyar koronához tartozó országok földmágnességi viszonyainak ismertetéséhez. Budapest, 1881. (Schenzl Guidóval és Kruspér Istvánnal)
- Emlékbeszéd Petzval Ottó rendes tag felett. Budapest, 1889

## Emlékezete
- Hercegszántón dombormű őrzi az emlékét.[1]
- Nevét viseli az 574546 Kondorgusztáv kisbolygó.[2]

## További irodalom
- Kövesligethy Radó: Kondor Gusztáv levelező tag emlékezete. Budapest, 1904.